# Широкое (Первомайский район)
Широ́кое (ранее Будённовка, участок № 124; укр. Широке, крымскотат. Şirokoye, Широкое) — исчезнувшее село в Первомайском районе Республики Крым, располагавшееся в центре района, в степной части Крыма, примерно в 2,5 километрах южнее райцентра Первомайское.

## История
Еврейский переселенческий участок № 124 был образован, видимо, на рубеже 1930-х годов (поскольку впервые отмечены на карте по состоянию на 1931 год), в составе ещё Джанкойского района.
Постановлением ВЦИК РСФСР от 30 октября 1930 года был создан Фрайдорфский еврейский национальный район (переименованный указом Президиума Верховного Совета РСФСР № 621/6 от 14 декабря 1944 года в Новосёловский) (по другим данным 15 сентября 1931 года) и село включили в его состав, а после разукрупнения в 1935-м и образования также еврейского национального Лариндорфского (с 1944 — Первомайский), село переподчинили новому району участок № 124 включили в его состав. После разукрупнения районов в 1935-м году и образования также еврейского национального Лариндорфского (с 1944 — Первомайский), Будённово переподчинили новому району. Время присвоения селу названия Будёново по доступным историческим документам установить не удалось, впервые так оно названо на километровой карте Генштаба 1941 года, также неизвестно, когда название трансформировалось в Будённовку. Вскоре после начала отечественной войны часть еврейского населения Крыма была эвакуирована, из оставшихся под оккупацией большинство расстреляны.
С 25 июня 1946 года Будённовка в составе Крымской области РСФСР, а 26 апреля 1954 года Крымская область была передана из состава РСФСР в состав УССР. К 1960 году Будённовка была переименована в Широкое и включена в Гришинский сельсовет. Указом Президиума Верховного Совета УССР «Об укрупнении сельских районов Крымской области», от 30 декабря 1962 года был упразднён Первомайский район и село присоединили к Красноперекопскому. 8 декабря 1966 года был восстановлен Первомайский район и село вернули в его состав Ликвидирована к 1968 году (согласно справочнику «Крымская область. Административно-территориальное деление на 1 января 1968 года» как село Гришинского сельсовета).